# 老間町
老間町（おいまちょう）は静岡県浜松市中央区の町名。丁番を持たない単独町名である。住居表示未実施。

## 地理
浜松市中央区の東部、芳川地区の北東部に位置する。東で磐田市豊岡・川袋、西で金折町及び西町、南で東町、北で大塚町と接する。

### 河川
- 天竜川
- 安間川

### 学区
小学校・中学校の学区は以下の通りである。
- 浜松市立芳川小学校
- 浜松市立東陽中学校

## 歴史

### 町名の由来
天竜川の中洲で、馬の放牧が行われていたことからできたとみられる。。

### 沿革
- 1889年（明治22年）4月1日 - 町村制の施行により、長上郡老間村・三河島村が周辺の村と合併して長上郡芳川村となる[WEB 8]。旧村名は芳川村の大字として残る[書籍 2]。
- 1896年（明治29年）4月1日 - 郡制の施行により、芳川村の所属郡が浜名郡に変更となる。
- 1908年（明治41年） - 大字老間が大字三河島を編入する[WEB 9]。
- 1954年（昭和29年）7月1日 – 芳川村が浜松市に編入される。
- 1955年（昭和30年） - 大字老間から老間町へ住所表記を変更する[WEB 9]。
- 2007年（平成19年）4月1日 - 浜松市が政令指定都市となる。老間町は南区の一部となる。
- 2024年（令和6年）1月1日 - 浜松市の行政区再編により、老間町は中央区の一部となる。

## 施設
- 臨済宗方広寺派 萬松山 祥光寺
- 社護司神社

## 交通

### 道路
- 静岡県道344号二俣浜松線

## その他

### 警察
警察の管轄区域は以下の通りである。
| 番・番地等 | 警察署       | 交番・駐在所 |
| ---------- | ------------ | ------------ |
| 全域       | 浜松東警察署 | 芳川町交番   |

### 消防
消防の管轄区域は以下の通りである。
| 番・番地等 | 消防署   | 本署/出張所 |
| ---------- | -------- | ----------- |
| 全域       | 南消防署 | 芳川出張所  |

### 書籍
1. ↑  『わが町文化誌 水と光と緑のデルタ』浜松市南陽公民館、1991年10月22日、30頁。
2. ↑  『浜松市史 三』浜松市役所、1980年3月26日、176頁。

### WEB
1. ↑  “h02_22.csv”.   総務省 (2022年2月10日). 2024年7月31日閲覧。
2. ↑  “chuouku_menseki.xlsx”.   浜松市 (2024年3月12日). 2024年7月31日閲覧。
3. ↑  “静岡県 浜松市中央区 老間町の郵便番号 - 日本郵便”.   日本郵便. 2025年2月15日閲覧。
4. ↑  “市外局番の一覧”.   総務省 (2022年3月1日). 2024年7月31日閲覧。
5. ↑  “事業所案内及び管轄地域（事務所3件、分室3件）”.   一般社団法人静岡県自動車会議所. 2024年7月31日閲覧。
6. ↑  “住居表示実施状況／浜松市”.   浜松市 (2024年1月4日). 2024年7月31日閲覧。
7. ↑  “学校名から探す／浜松市”.   浜松市 (2024年1月1日). 2024年7月31日閲覧。
8. ↑  “historyofcities.pdf”.   静岡県総務部合併推進室・財団法人静岡県市町村振興協会. 2024年9月24日閲覧。
9. 1 2  “解説ページ”.   株式会社エア. 2024年10月4日閲覧。
10. ↑  “芳川町交番｜静岡県警察”.   静岡県警察 (2024年1月1日). 2024年7月31日閲覧。
11. ↑  “消防署の町別管轄「お」／浜松市”.   浜松市 (2024年3月21日). 2024年7月31日閲覧。